# Tollensesee
Tollensesee (svenska: Tollensesjön) är en insjö i det tyska förbundslandet Mecklenburg-Vorpommern. Sjön ligger söder om staden Neubrandenburg i distriktet Mecklenburgische Seenplatte.
Sjön är 10 kilometer lång och upp till 2,2 kilometer bred. Den avvattnar en yta av 515 km² och avrinner av ån Tollense.